# Betamax
Betamax (Beta, Betacord) – jeden z pierwszych amatorskich formatów kaset wideo do magnetowidów, powstały w 1975 r., w którym zastosowano zapis ścieżek bez odstępów (japońskie oznaczenie beta) firmy Sony. System Beta (Betamax – oznaczenie Sony, Betacord – oznaczenie Sanyo) konkurował przez lata z gorszym technologicznie VHS; ostatecznie wysoka cena BETY i brak promocji ze strony Sony zdecydowały o klęsce tego formatu. 
Dane techniczne: rozdzielczość pozioma – 270 linii, taśma szerokości 1/2", przesuw taśmy 1,87 cm/s, wymiary kasety w mm 156 × 96 × 25, maks. czas zapisu 225 min na taśmie L-830.
W roku 1980 pojawia się odmiana SuperBeta, która przy tych samym parametrach taśm osiąga rozdzielczość 290 linii poziomych (analogicznie do VHS-HQ).
W niektórych modelach format BETA umożliwił zapis dźwięku hi-fi. W systemie NTSC dźwięk hi-fi Bety zapisywany jest razem z obrazem analogowo FM, lub przy użyciu dodatkowego dekodera cyfrowo w formacie PCM. HiFi Fonia PCM zapisywana razem z wizją i hi-fi FM nieznacznie pogarsza parametry obrazu, acz w praktyce było to niezauważalne. W systemie PAL zapis taki jak VHS-hi-fi, tzn. fonia hi-fi, zapisywana jest w głębszej warstwie taśmy przez dwie dodatkowe głowice (tzw. multipleks głębokościowy).  
W niektórych studiach nagrań Beta hi-fi PCM służyła jako wysokiej klasy magnetofon edycyjny.
W latach 90. XX wieku Sony wprowadziła nową odmianę tego formatu o nazwie ED-BETA, będąca analogiem systemu S-VHS. Pomimo przeznaczenia na rynek amatorski, ED-BETA ma parametry profesjonalne: 500 linii i fonia analogowa z dynamiką powyżej 100 dB. Format ten przyjął się tylko w USA i Japonii.
Profesjonalna wersja systemu Beta tzw. BETACAM oraz ulepszona BETACAM SP była w latach 90. najbardziej rozpowszechnionym systemem reporterskim i studyjnym. BETACAM SP przestał być wspierany przez SONY w 2001 roku. Kolejne systemy cyfrowe: BETACAM SX oraz DIGITAL BETACAM – są już też wycofywane z użytku telewizyjnego. Powodem jest wprowadzenie telewizji cyfrowej wysokiej rozdzielczości.

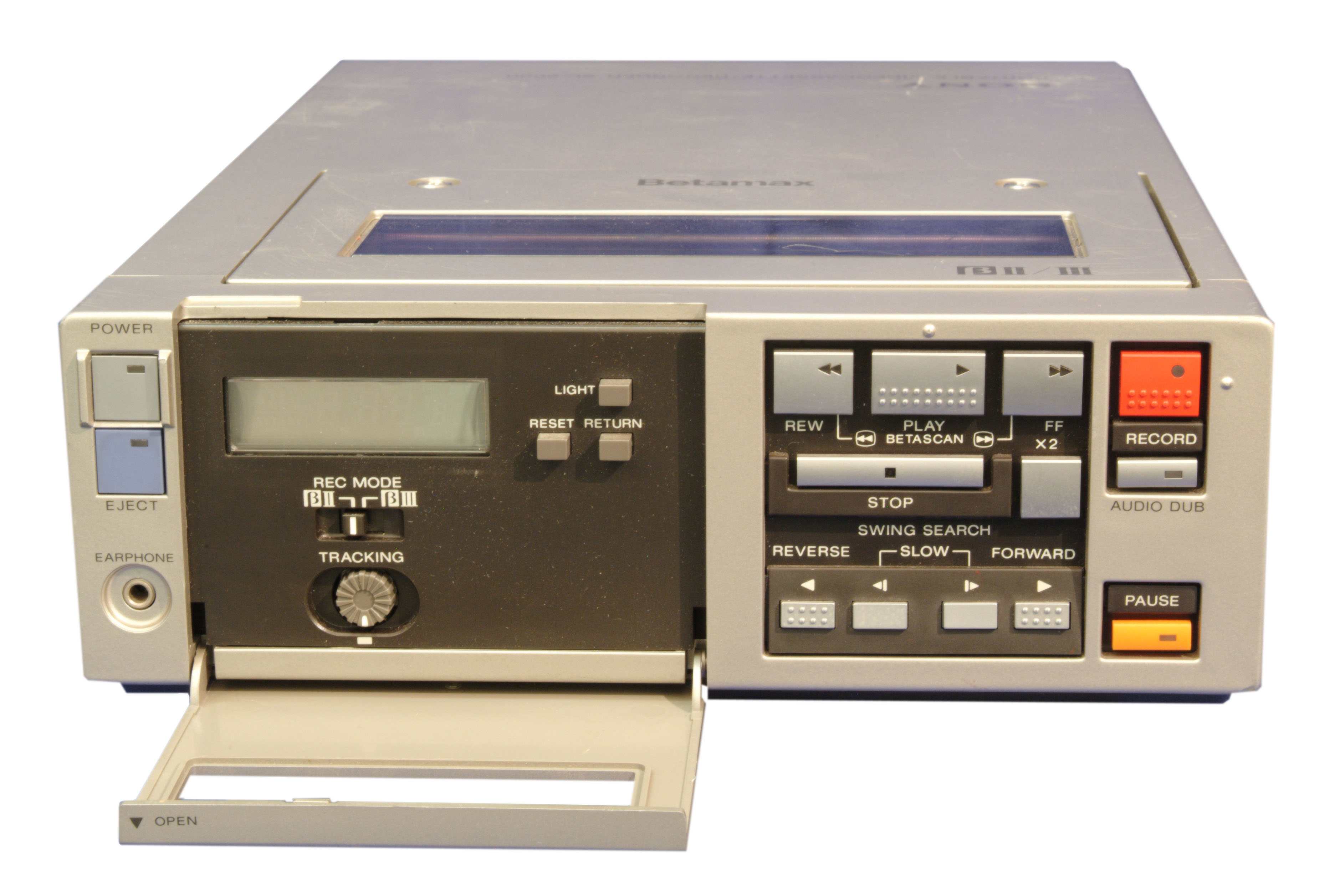
Przenośny magnetowid Betamax firmy Sony
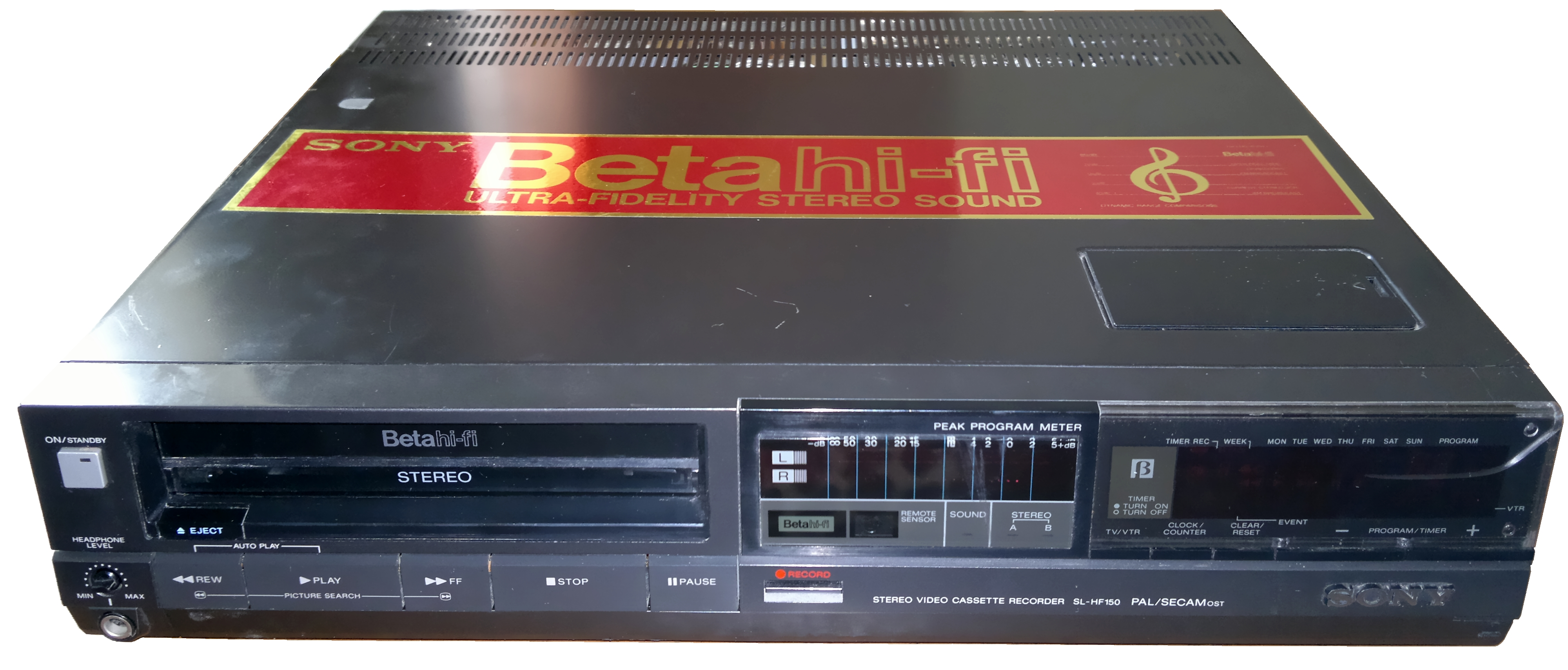
Magnetowid Betamax typu SL-HF150 firmy Sony